# Drumul lui Icar
Drumul lui Icar (bulgară Пътят на Икар) este un roman științifico-fantastic scris de Liuben Dilov care a fost publicat prima oară în 1974. A fost tradus de Tiberiu Iovan și a apărut în Colecția Fantastic Club de la Editura Albatros în 1983.
Romanul este o primă epopee spațială bulgară. A primit Premiul Europa în anul 1976.
Dilov descrie în acest roman a patra lege a roboticii mărind numărul celor trei legi originale propuse de Isaac Asimov: Un robot trebuie să-și stabilească identitatea ca robot, în toate cazurile." 
Dilov explică crearea celei de a patra legi în acest mod: "Ultima lege pune capăt costisitoarelor aberații ale designerilor de a da psiho-roboților o formă cât mai apropiată de cea umană. Și [pune capăt] neînțelegerilor care rezultă..."